# 애덤 아킨
애덤 아킨(Adam Arkin, 1956년 8월 19일 ~ )은 미국의 배우, 감독이다. 《시카고 메디컬》(1994-2000)이 대표작이며, 이를 통해 프라임타임 에미상, 미국 배우 조합상 후보에 올랐다.

## 출연 작품

### 영화
- 할로윈 7: H20 (1998)
- 지금은 통화중 (2000)
- 10 센트 피스톨 (2014)

### 텔레비전
- 시카고 메디컬 (1994-2000)
- 프레이저 (2001)
- 탐정 몽크 (2002)
- 아빠는 연애코치 (2004-05)
- 라이프 (2007-09)
- 썬즈 오브 아나키 (2009)